# Island i olympiska sommarspelen 1936
Island deltog i de olympiska sommarspelen 1936 i Berlin med en trupp bestående av tolv deltagare, men ingen av landets deltagare erövrade någon medalj.